# Excelsotarsonemus kaliszewskii
Espèce
Excelsotarsonemus kaliszewskii est une espèce d'acariens de la famille des Tarsonemidae. C'est l'espèce type de son genre.
L'espèce est trouvée au Costa Rica.
Le nom d'espèce rend hommage à l'acarologue polonais Marek Kaliszewski (-1992).

## Publication originale
- (en) Ronald Ochoa, Piotr Naskrecki et Robert K. Colwell, « Excelsotarsonemus kaliszewskii, a new genus and new species from Costa Rica (Acari: Tarsonemidae) », International Journal of Acarology, Taylor & Francis, vol. 21, no 2,‎ juin 1995, p. 67-74 (ISSN 0164-7954 et 1945-3892, OCLC 03357196, DOI 10.1080/01647959508684045).